# Protein-S-izoprenilcistein O-metiltransferaza
Protein-S-izoprenilcistein O-metiltransferaza (EC 2.1.1.100, farnezil cistein -terminalna metiltransferaza, farnezil-proteinska karboksimetiltransferaza, protein -terminal farnezilcisteinska O-metiltransferaza, farnezilated protein -terminalna O-metiltransferaza, izoprenilaciona proteinska metiltransferaza, prenilaciona proteinska metiltransferaza, protein S-farnezilcistein -terminalna metiltransferaza, S-farnezilcisteinska metiltransferaza, prenilcisteinska karboksilmetiltransferaza, prenilcisteinska karboksimetiltransferaza, prenilcisteinska metiltransferaza) je enzim sa sistematskim imenom S-adenozil--metionin:protein-C-terminal-S-farnezil--cistein O-metiltransferaza. Ovaj enzim katalizuje sledeću hemijsku reakciju
-adenozil--metionin + protein -terminalni -farnezil--cistein {\displaystyle \rightleftharpoons } -adenozil-L-homocistein + protein -terminalni -farnezil--cistein metil estar
C-terminalni S-geranilgeranilcistein i S-geranilcistein ostaci se takođe metilišu, mada sporije.

## Literatura
- Nicholas C. Price; Lewis Stevens (1999). Fundamentals of Enzymology: The Cell and Molecular Biology of Catalytic Proteins (Third изд.). USA: Oxford University Press. ISBN 019850229X.
- Eric J. Toone (2006). Advances in Enzymology and Related Areas of Molecular Biology, Protein Evolution (Volume 75 изд.). Wiley-Interscience. ISBN 0471205036.
- Branden C; Tooze J. Introduction to Protein Structure. New York, NY: Garland Publishing. ISBN 0-8153-2305-0.
- Irwin H. Segel. Enzyme Kinetics: Behavior and Analysis of Rapid Equilibrium and Steady-State Enzyme Systems (Book 44 изд.). Wiley Classics Library. ISBN 0471303097.

## Spoljašnje veze
- Protein-S-isoprenylcysteine+O-methyltransferase на 